# Петраки (Новосибірська область)
Петраки (рос. Петраки) — село у Здвінському районі Новосибірської області Російської Федерації.
Входить до складу муніципального утворення Петраковська сільрада. Населення становить 451 особа (2010).

## Історія
Село було засноване в 1907 році.
Згідно із законом від 2 червня 2004 року органом місцевого самоврядування є Петраковська сільрада.

## Населення
| 2002 | 2007 | 2010 |
| ---- | ---- | ---- |
| 515  | ↘447 | ↗451 |